# Bundeshandelsakademie und Bundeshandelsschule Bregenz
Die Bundeshandelsakademie und Bundeshandelsschule Bregenz (kurz: BHAK und BHAS Bregenz) ist eine berufsbildende mittlere und höhere Schule in Vorarlberg. Sie ist eine von fünf Schulen mit der Schulform Handelsakademie in Vorarlberg und eine der größten Schulen des Landes. Derzeit besuchen 1171 Schüler die Schule (Stand: 2022/2023).

## Geschichte
Da von der Industrie, dem Handel und dem Gewerbe schon seit der Jahrhundertwende eine Handelsakademie für Vorarlberg gefordert wurde, wurde in Lustenau 1937 die erste Handelsakademie gegründet, indem sie einer bereits bestehenden Wirtschaftsschule angeschlossen wurde. Im Herbst 1938 übersiedelte die Schule in die Räumlichkeiten der Klosterschule Mehrerau. Die Entwicklung der Schule wurde in den darauf folgenden sieben Jahren durch Krieg und Nationalsozialismus bestimmt und Schüler, die für den Krieg eingezogen wurden, bekamen ein Abgangszeugnis mit einer sogenannten „Reifeklausel“.
Nach dem Ende des Krieges wurde wieder ein geregelter Schulbetrieb angestrebt und 1950 kam die Schule schließlich in die Verwaltung des Bundes und übersiedelte damit in ein adaptiertes ehemaliges Kasernengebäude. In den folgenden zwei Jahren wurde der „Verband der Freunde und Förderer“ gegründet, um bedürftige Schüler finanziell zu unterstützen.

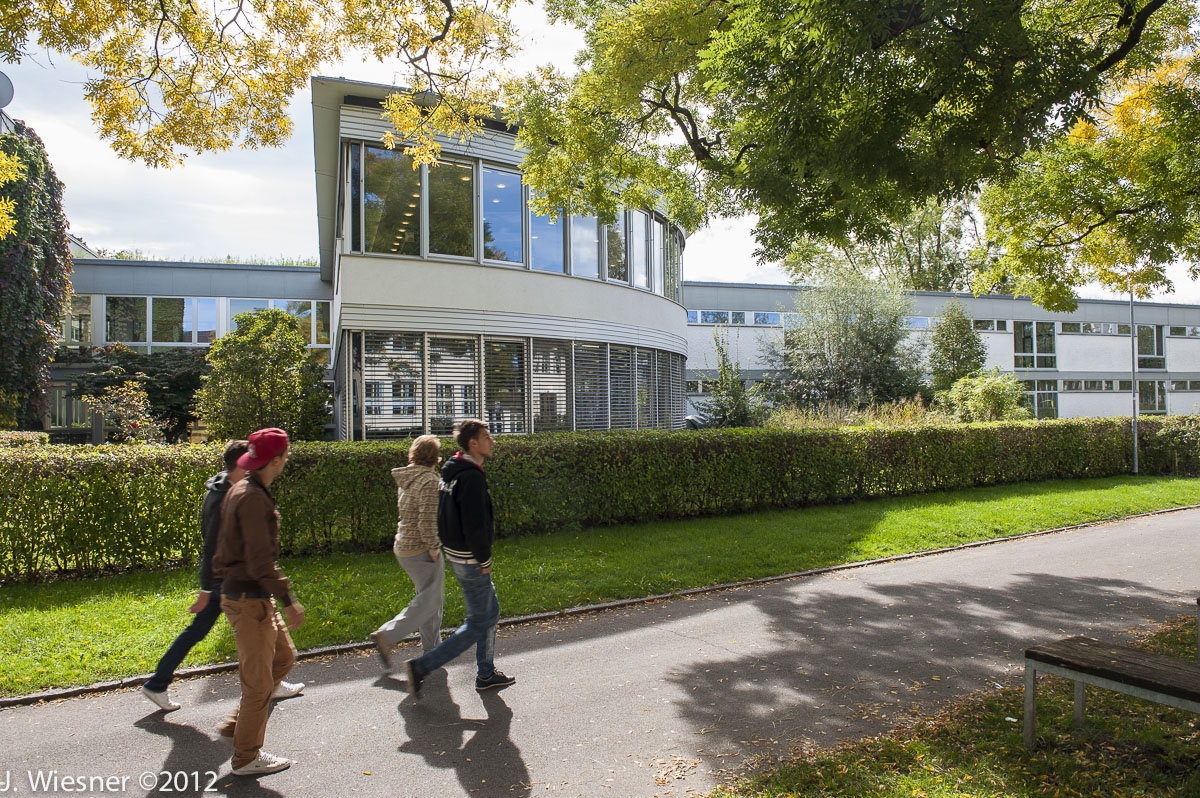
Der Bibliothekstrakt der HAK Bregenz (2012)

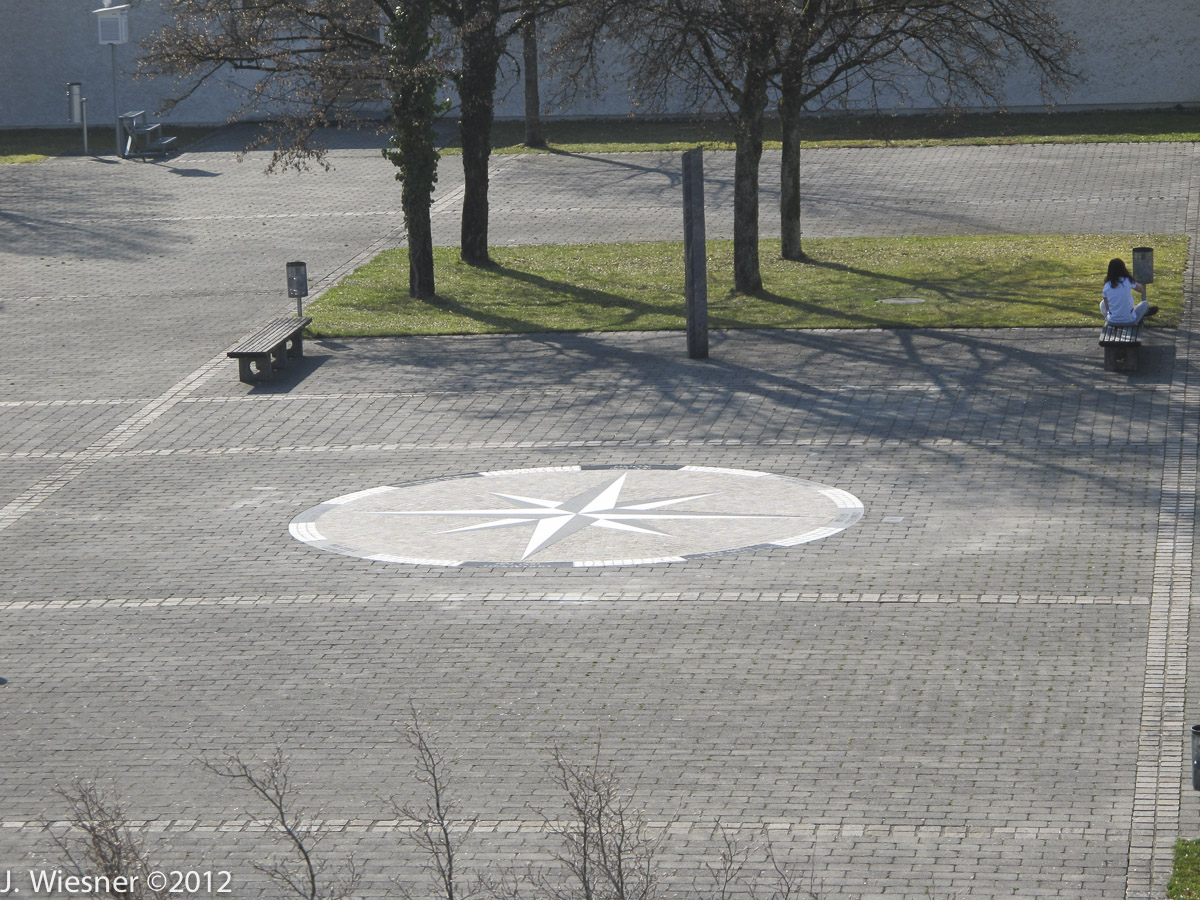
Den Schulhof der HAK Bregenz schmückt seit 2012 eine Windrose

Wegen des erheblichen Platzmangels an der Schule stellte die Stadt Bregenz im Jahr 1959 einen Bauplatz in der Nähe des Riedenburger Bahnhofs zur Verfügung. 1962 wurde die Handelsakademie auf fünf Jahre und die Handelsschule auf drei Jahre verlängert und der Neubau der Schule begonnen. Der größte Schritt in der Geschichte der Schule, der 1965 erfolgt und durch eine Festschrift dokumentiert wurde, ist die Eröffnung des neuen Schulgebäudes. 1967 wurde das Jugendsportheim in Damüls eröffnet, das seither für Wintersportwochen, Projektwochen, Kennenlerntage und Blockveranstaltungen genützt wird. Die „Handelsakademie und Handelsschule für Berufstätige“ (Abend-HAK) wurde als weiterer Schulzweig im Jahr 1970 eingeführt. Im Jahr 1974 brachte das Schulgesetz viele Neuerungen, unter anderem wurde der Schulgemeinschaftsausschuss eingerichtet. Ein Jahr später wurde wieder das Problem des Platzmangels festgestellt.
Im Jahr 1982 trat an die Stelle des Abiturientenlehrganges das „Kaufmännische Kolleg“. Diese Ausbildung dauert seit 1991 vier Semester. Im folgenden Jahr wurde der „Aufbaulehrgang“ eingeführt. 1992 begannen systematische Schulentwicklungsmaßnahmen, wobei die bauliche Erweiterung der Schule und die Sanierung der bestehenden Gebäude die größten Aufgaben waren. Zwei Jahre später wurde ein neuer Lehrplan für die Handelsakademie eingeführt, auf dessen Grundlage Ausbildungsschwerpunkte (heute Fachrichtungen) eingerichtet wurden. 1997 wurde anlässlich der 60-Jahr-Feier ein Leitbild entwickelt, das den Fragen der „Qualitätssicherung“ und der „Schulentwicklung“ große Bedeutung zukommen ließ. Für die Schüler wurde zur Unterstützung in Konfliktsituationen ein „Beratungsnetz“ eingerichtet. Um den Kontakt zwischen Schule und Wirtschaft zu vertiefen, wurde ein „Kuratorium“ gegründet.

2007 stand die Schule schließlich vor vielen neuen Herausforderungen. Die Zentralmatura, Leistungsstandards, moderne Formen des Unterrichts (kooperatives und offenes Lernen) und die Entwicklung von den ganztägigen Schulformen sind zentrale Themen. Eine ganztägige Form der Handelsschule (HAS NEU) wurde im Rahmen der Schulautonomie realisiert. Im Jahr 2011 wurde durch den Erfolg der HAS NEU auch eine erste Klasse der Handelsakademie mit Mittagsbetreuung und verschränktem Unterricht (HAK NEU) eingeführt.

## Schulformen

### Handelsakademie
Die Handelsakademie bietet in vier Parallelklassen eine kaufmännische Ausbildung mit Abschluss der Reife- und Diplomprüfung an. Dieser Abschluss ermöglicht eine berufliche Ausbildung sowie die Studienberechtigung für alle österreichischen Universitäten, Fachhochschulen und europäischen Universitäten. Im Jahre 2011 wandelte sich eine dieser vier Klassen zu einer Ganztagsschule um.

#### Dauer und Ausbildung
Nach einer Ausbildungsdauer von fünf Jahren schließen Absolventen die Bundeshandelsakademie Bregenz mit einer Reife- und Diplomprüfung ab. Wissenswert ist auch, dass das Reife- und Diplomprüfungszeugnis die Unternehmerprüfung ersetzt und somit nach der vorgeschriebenen Praxiszeit (1 bis 3 Jahre) die Ausübung zahlreicher Berufe in Österreich und in den Ländern der EU ermöglicht.

#### Fachrichtungen
Die Handelsakademie bietet für jeden Schüler am Ende des zweiten Jahrganges eine vertiefende Ausbildung in einem Spezialgebiet an. Jeder einzelne Schüler wählt eine der sechs angebotenen Fachrichtungen aus, die zu ihm am besten passt:
- Informationsmanagement und Mediendesign

Wie der Name verrät, setzt sich diese Fachrichtung mit Mediendesign und Informationsmanagement auseinander. Im Bereich Mediendesign werden die Themen Farbenlehre, Layout, Gestaltung, Erstellen von interaktiven CDs, digitale Videos und digitale Fotografie bearbeitet. Im Bereich Informationsmanagement setzt man sich mit den Themen Webdesign, Datenorganisation und -modellierung, Webpublishing und Web 2.0 auseinander. Einstiege in Berufe in den Bereichen Grafik, ITECH, Multimedia und Design sind nach Abschluss möglich.
- Marketing

Im ersten Jahr wird nur die dritte Fremdsprache unterrichtet. Schüler, die im regulären Unterricht Französisch haben, lernen Spanisch und umgekehrt. Danach wird der Unterricht in der Fachrichtung oft in Englisch abgehalten. Im Marketing wird dann über Unternehmensführung gesprochen.
- Controlling und Jahresabschluss

Im Controlling lernt man viel über Unternehmensführung. Die Schüler müssen komplexe Aufgaben lösen und befassen sich sehr oft mit Zahlen und Textverarbeitungsprogrammen. Sie lernen mit verschiedenen Computerprogrammen zu arbeiten und unter anderem Bilanzanalysen zu erstellen.
- Ökologisches Qualitätsmanagement

Die Fachrichtung Ökosoziales Qualitätsmanagement (kurz FÖSQM) behandelt die Seminare Biologie, Psychologie und Philosophie. Neben dem theoretischen Unterricht werden zahlreiche Exkursionen unternommen. Als Übungsfirma für FÖSQM dient schon seit längerer Zeit der „Fair-Trade-Point“. Hier wird mit Fairtrade-Produkten gehandelt. Mit dem Abschluss dieser Fachrichtung ist eine Wissensbasis für einen Job im Projektmanagement geschaffen.
- Kulturmanagement

In Kulturmanagement wird kreativ gearbeitet. Neben Kunstgeschichte, Kulturtheorie und Musikgeschichte werden noch andere kreative und kulturelle Themen durchgenommen. Mit Abschluss dieser Fachrichtung kann man bevorzugt bei Kulturinstitutionen, Medienunternehmen und Kulturabteilungen der jeweiligen Stadt- oder Gemeindeverwaltung arbeiten. Auch in dieser Fachrichtung werden viele Exkursionen unternommen, es werden zum Beispiel Museen, Ausstellungen oder Theateraufführungen besucht.
- Sportmanagement

Im ersten Jahr wird sehr viel Wert auf Theorie zu den Themen Bewegung, Gesundheit, Anatomie und Sportgeschichte gelegt. In der vierten und fünften Klasse kommt die Übungsfirma dazu und es werden Sportveranstaltungen in der Schule organisiert. Auch lernt man etwas über die Finanzplanung und das Marketing in Sportvereinen. Die Schüler haben die Möglichkeit, einige Zusatzzertifikate wie zum Beispiel den „Fit Jugend Instruktor“ abzulegen.

#### Freigegenstände
Die Bundeshandelsakademie bietet zudem auch wichtige Freigegenstände an, bei denen für jedermann etwas dabei ist und für die sich die Schüler sowie Schülerinnen am Anfang des Jahres anmelden können (beginnend ab 3. Jahrgang).

#### Bildungsziele
Eine moderne Berufsausbildung muss heute ein breit gefächertes Wissen in kaufmännischen Bereichen umfassen, deshalb dient die Handelsakademie besonders dem Erwerb höherer Bildung unter Berücksichtigung kaufmännischer Bildungsinhalte. Ziel ist es, Denkmethoden sowie Arbeits- und Entscheidungsinhalte zu vermitteln, die zur unmittelbaren Ausübung eines gehobenen Berufes in der Wirtschaft dienen sollen sowie die Aufnahme eines wissenschaftlichen Studiums fördern.
Nach der Beendigung der Bundeshandelsakademie Bregenz kann man in verschiedenen Tätigkeitsbereichen, exemplarisch in Kreditinstituten, in der EDV-Branche, in Dienstleistungsbetrieben sowie im Fremdenverkehr oder als Beamte bei Gebietskörperschaften, im Verwaltungs- und Justizwesen sowie vielen weiteren Berufen tätig werden.

### Handelsschule
Die Handelsschule dauert im Gegensatz zur HAK nur drei Jahre. Die größten Unterschiede zur HAK sind aber, dass in der HAS kein Mathematik, keine zweite Fremdsprache und keine Ausbildungsschwerpunkte unterrichtet werden. Dafür gibt es unter anderem BKÜ (Betriebliche Kommunikation und Übungsfirma), BFY (Business for You) und Seminare, die in Fächern wie Biologie, Geographie, Rechtslehre und Psychologie besucht werden müssen. Da die HAS nur drei Jahre dauert, ist das Stoffgebiet sehr begrenzt. Das heißt, dass man alles nicht ganz so ausführlich lernt wie in der HAK. Am Ende dieser drei Jahre müssen die Schüler eine Abschlussprüfung machen, die unter anderem auch eine Projektarbeit beinhaltet. Mit erfolgreich abgelegter Abschlussprüfung kann man sofort in Berufe wie Speditionskaufmann, Bürokaufmann und Versicherungskaufmann einsteigen oder in Dienstleistungs- bzw. Handwerksbetrieben arbeiten. Will man aber doch noch die Matura machen, berechtigt die Abschlussprüfung die Absolventen, den Aufbaulehrgang oder die Abend-HAK (können im 5. Semester einsteigen, wenn sie Französisch nachweisen können) zu besuchen.

### Handelsschule Neu
Seit dem Schuljahr 2007/08 kann auch die Handelsschule Neu als Schulform ausgewählt werden. Die Handelsschule Neu ist eine Ganztagsschule, in der Arbeitsaufträge anstatt von Hausübungen erledigt werden. Dadurch sollen Teamfähigkeit, eigenverantwortliches Lernen und Selbstverantwortung erlernt werden. Ab der dritten Klasse findet einmal pro Woche am Nachmittag ein sogenannter „Berufspraktischer Tag“ in einem Unternehmen oder einer Institution statt. In der Handelsschule Neu sollen die Schüler und Schülerinnen neben den handelsschulspezifischen Fächern auch Kreatives Gestalten durch Fotografieren, Malen, Bewegung und Sport, aber auch „soziales Lernen“ durch Klassenräte, Teamtage, Exkursionen trainieren. Nach einem erfolgreichen Abschluss der Handelsschule Neu besteht die Möglichkeit, gleich in das Berufsleben einzusteigen oder den Aufbaulehrgang, den die HAK Bregenz auch anbietet, zu besuchen und nachträglich eine Matura zu absolvieren.

### HAK Digital Business
Die HAK Digital Business (HWI) besteht seit Herbst 2001 und ist ein eigener Schulzweig an der HAK Bregenz, einem von österreichweit neun Schulstandorten. Dieser orientiert sich an aktuellen wirtschaftlichen und gesellschaftlichen Entwicklungen. Ebenfalls ist das Beherrschen von digitalen Technologien gewünscht. Besonders wird Wert auf die Entwicklung von Fertigkeiten und Kompetenzen im Gebiet digitaler Informationstechnologie und -medien gelegt. Ab dem zweiten Jahrgang werden die Schüler mit Notebooks ausgestattet, aber auch die Klassenräume sind mit Geräten (Beamer, Drucker, Internetzugang,) versehen. Pro Jahrgang werden seit dem Schuljahr 2016/17 zwei Klassen aufgenommen, die wie die normale HAK nach fünf Jahren mit der Reife- und Diplomprüfung abschließen. Die folgenden IT-spezifischen Gegenstände beinhalten mehr als 50 % des Stundenumfanges der HAK Digital Business:
- Business Software und Office Management
- angewandte Programmierung und Software-Entwicklung
- Internet, Multimedia und Content-Management
- Betriebssysteme und Netzwerktechnik
- Projekt- und Qualitätsmanagement
- Wirtschafts- und E-Businessrecht

Abgerundet wird das Ganze mit dem Erlernen verschiedener Präsentationstechniken.

### Handelsakademie Neu
Die Handelsakademie Neu wurde im Schuljahr 2011/12 eingeführt und dauert fürf Jahre, wobei man in der fünften Stufe die Reife- und Diplomprüfung, auch Matura genannt, absolviert. Auf den ersten Blick unterscheidet sich die HAK Neu von der normalen Handelsakademie dadurch, dass sie eine Ganztagsschule ist, bei der gelernt und geübt wird und man somit keine Hausaufgaben und auch mehr Freiraum nach der Schule hat. Es wird auch Wert auf Freiarbeit, Teamarbeit, eigenverantwortliches Lernen und auf das Erledigen von Arbeitsaufträgen gelegt. Mit diesen Methoden sollen die Teamfähigkeit und auch die Selbstverantwortlichkeit gefördert werden. Was noch zum Erfolg führen soll, sind eine umfassende Betreuung von Lehrpersonen, Förderkurse und individuelle Lernprozesse. Im Fach Kreatives Gestalten werden Bereiche wie Malen, Fotografieren, Bewegung und Sport und weitere Aktivitäten angeboten.

Ab der zweiten Schulstufe werden im Unterricht auch Notebooks benützt. Im vierten Jahrgang haben die Studierenden einmal pro Woche Berufspraktische Tage in einem Unternehmen. Es wurde auch ein Klassenrat eingeführt, bei dem das Miteinander und die Arbeitsatmosphäre verbessert werden sollen. Es gibt auch Gemeinsamkeiten zwischen HAK Neu und der normalen HAK, welche in den zentralen Inhalten Betriebswirtschaft und Rechnungswesen liegen. Man kann auch zwischen Französisch und Spanisch entscheiden, welches dann die zweite Fremdsprache neben Englisch bildet. Auch Wirtschaftsinformatik, Übungsfirma und Office Management, welche in Computerräumen ausgeführt werden, spielen eine wichtige Rolle.

### Aufbaulehrgang
Nach dem Abschluss einer Handelsschule oder einer anderen entsprechenden Ausbildung ist es möglich, den Aufbaulehrgang zu besuchen. Der Aufbaulehrgang dauert drei Jahre und man schließt mit Matura ab. Im Aufbaulehrgang strebt man kaufmännische Bildung an und man erweitert auch das Allgemeinwissen. Im kaufmännischen Bereich ist der Schwerpunkt auf Rechnungswesen und Betriebswirtschaft gelegt. Natürlich ist das Engagement in den naturwissenschaftlichen Fächern wie Mathematik, Physik, Chemie und Biologie sehr wichtig. Als Fremdsprache wird nicht nur Englisch, sondern auch Französisch (verpflichtend) gelernt. Man hat die Möglichkeit Spanisch, Russisch und Italienisch in einem Zusatzunterricht zu erlernen. Wie auch in der Handelsakademie, Handelsschule und anderen Schulformen ist es im Aufbaulehrgang selbstverständlich, dass Projektreisen durchgeführt werden.

### Kaufmännisches Kolleg
Das Kolleg an der Handelsakademie („Kaufmännisches Kolleg“) vermittelt den Absolventen einer allgemeinbildenden oder berufsbildenden höheren Schule das Wissen der berufsspezifischen Ausbildung der Handelsakademie. Die Ausbildung dauert vier Semester und schließt mit einer Diplomprüfung ab. Voraussetzung für das Kaufmännische Kolleg (KK) an der HAK Bregenz ist ein positives Reifeprüfungszeugnis einer allgemeinbildenden oder einer berufsbildenden höheren Schule.
Die Unternehmerprüfung wird durch das Diplomprüfungszeugnis ersetzt und ermöglicht innerhalb einer vorgeschriebenen Praxiszeit die Ausübung vieler Berufe in Österreich und der EU. Ebenfalls berechtigt dieses Zeugnis zum Studium an österreichischen und an den meisten europäischen Universitäten und Hochschulen.
In den letzten Semestern haben die Studenten die Möglichkeit, sich auf einen der sechs an dieser Schule angebotenen Ausbildungsschwerpunkte (siehe oben zu Fachrichtungen) zu spezialisieren.
Ein besonderes Angebot besteht für Sportler, die nach der Matura ihr Training fortführen möchten, jedoch trotzdem einen Beruf erlernen wollen. Wenn sich eine Gruppe von neun Interessenten ergibt, wird dieser Gruppe stundenplanmäßig entgegengekommen. Außerdem ist eine intensive Ausbildung zum Sportmanager möglich.

### Abend-HAK
Die HAK Bregenz ist die einzige Schule in Vorarlberg, die eine Abend-HAK anbietet. Hier wird Jugendlichen und Erwachsenen ab einem Alter von 17 Jahren kostenlos angeboten, die HAK-Matura zu absolvieren. Unterricht findet von Montag bis Donnerstag, in den Semestern 5 bis 8 von Montag bis Freitag, jeweils von 18:00 bis 22:00 Uhr statt.
Die Abend-HAK besteht aus einem Modulsystem, das heißt, es gibt acht Semester und man erhält nach jedem Semester eine Beurteilung, also ein Zeugnis. Falls bestimmte Fächer in der Oberstufe schon besucht worden sind, so können diese anerkannt werden und müssen nicht vom ersten Semester an absolviert werden.
Es besteht keine Anwesenheitspflicht, jedoch muss bei Nichterscheinen an Prüfungsterminen eine Feststellungsprüfung abgelegt werden und notfalls ein Kolloquium.

## Bekannte Absolventen
Die Handelsakademie und Handelsschule Bregenz brachte eine Reihe bekannter Absolventen hervor, darunter unter anderen:
- Robert Blum, Abgeordneter zum Vorarlberger Landtag
- Werner Böhler, ab 1997 zuerst Vorstandsmitglied und dann Vorstandsvorsitzender der Sparkasse der Stadt Feldkirch, seit 2008 Vorstandsvorsitzender der Dornbirner Sparkasse Bank AG
- Manfred Dörler, Präsident des Vorarlberger Landtags (1999–2004)
- Ernst Fehr, Universitätsprofessor für Mikroökonomik und Experimentelle Wirtschaftsforschung an der Universität Zürich
- Siegfried Gasser, Bürgermeister der Landeshauptstadt Bregenz (1990–1998) sowie Präsident des Vorarlberger Landtags (1994–1999)
- Peter Gaugg, Vorstandsmitglied der Bank für Tirol und Vorarlberg
- Markus Klement, seit 2012 Landesdirektor des Österreichischen Rundfunks in Vorarlberg
- Cornelia Michalke, 2009–2014 vom Vorarlberger Landtag entsandtes Mitglied des österreichischen Bundesrates, 2014–2019 Abgeordnete zum Vorarlberger Landtag
- Bettina Prendergast, Auslandskorrespondentin des ORF in London
- Karlheinz Rüdisser, seit 2008 Landesrat für Wirtschaft, Tourismus und Verkehrspolitik, seit 2011 Landesstatthalter Vorarlbergs
- Jodok Simma, seit 1975 Vorstand der Hypo Vorarlberg Bank sowie Vorarlberger Bankensprecher, Präsident des Verbandes der österreichischen Landeshypothekenbanken und Mitglied im Österreichischen Wirtschaftsparlament